# Caliteia
Caliteia (em grego: Καλλιθέα; romaniz.: Kallithéa; lit. "boa vista") é o 8º maior município na Grécia (109.609 habitantes, o censo de 2001) e o 4º maior na Grande Atenas (na própria Atenas, Pireu e Peristeri). Além disso, é o segundo município mais densamente povoado, na Grécia (após Neápolis, Tessalônica), com 23,080.4 habitantes / km ²..